# Zdwyżiwka
Zdwyżiwka (ukr. Здвижівка) – wieś na Ukrainie, w obwodzie kijowskim, w rejonie buczańskim, w hromadzie Bucza. W 2001 liczyła 1132 mieszkańców. W 2024 liczyła 892 mieszkańców.